# Ezzatollah Entezami
Ezzatolah Entezami (en persan : عزت‌الله انتظامی), né le 21 juin 1924 à Téhéran en Iran et mort le 17 août 2018 dans la même ville, est un acteur iranien.

## Biographie

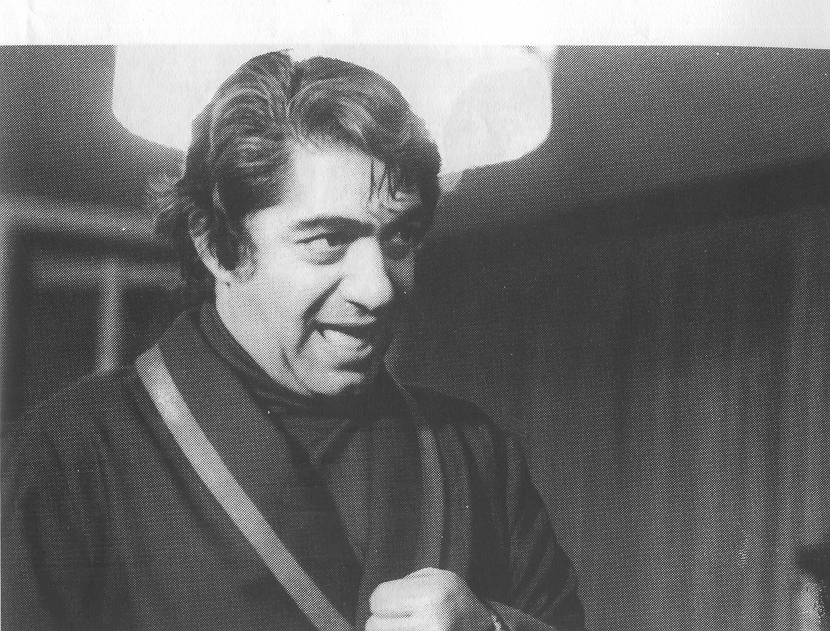
Ezzatollah Entezami dans Dayere-e Mina (1973).

Diplômé de l'école de théâtre et de cinéma de Hanovre en Allemagne en 1958, Ezzatollah Entezami commence sa carrière sur une scène de théâtre en 1941. Il commence à jouer des films à partir de 1969 dans La Vache de Dariush Mehrjui. Il reçoit d'ailleurs le prix d'interprétation pour son rôle dans ce film au Festival international du film de Chicago en 1971,. 
Ezzatollah Entezami est considéré comme un des plus grands acteurs de premiers rôles du cinéma iranien. Il a travaillé avec les plus grands réalisateurs iraniens, tels Dariush Mehrjui (8 films), Ali Hatami (4 films), Nasser Taghvai, Mohsen Makhmalbaf, Behrouz Afkhami et Rakhshan Bani-Etemad. Il reçoit le Simorgh de cristal du meilleur acteur à deux reprises au festival international du Film Fajr, pour ses rôles dans Grand Cinéma et Le jour de l'ange.
Il est récompensé pour l'ensemble de sa carrière au siège de l'UNESCO à Paris en septembre 2006.
Il décède le 17 août 2018 à l'hôpital Bahonar de Téhéran à l'âge de 94 ans.

### Famille
Son fils, Majid Entezami est un compositeur de musique de films.

## Filmographie
- La Vache (Gāv), 1969
- Aghaye Hallou (Mr Naïf), 1970
- Postchi (Le postier), 1970
- Bita, 1972
- Sadegh Korde (Sadegh le Kurde), 1972
- Sattar Khan, 1972
- Ghiamat-e eshgh (Le tumulte de l'amour), 1973
- Bongah-e teatral, 1975
- Shir Khofteh, 1976
- Malakout (Le divin), 1976
- In Grouhe Mahkoomin (Les condamnés), 1977
- Hezar Dastan, Série télévisée, 1978-1987
- Ghobar neshinha, 1978
- Dayereh mina, 1978
- Hayate Poshti Madreseye Adl-e-Afagh, 1980
- Hajji Washington, 1982
- Khāne-ye Ankabut (La maison de l'araignée), 1983
- Kamalolmolk, 1984
- Jafar Khān az farang bargashte , 1985
- Ejareh-Neshinha (Les locataires), 1986
- Chamedān (La valise), 1986
- Shir Sangi (Le lion de pierre), 1987
- Shirak, 1988
- Kashti-ye Angelica, 1989
- Dar masir tondbad (L'œil du cyclone), 1989
- Grand Cinema, 1989
- Hamoun, 1990
- Nassereddin Shah, Actor-e Cinema (Nassereddin Shah, acteur de cinéma), 1992
- Rooz-e fereshte, 1993
- Khāneh Khalvat, 1993
- Jang-e naftkesh-ha, 1993
- Ruz-e vagh'e, 1995
- Rossari Abi, 1995
- Tufan, 1996
- Komiteh mojazat, 1997
- Bād va Shaghayegh, 1997
- Bānoo, 1999
- Khanei ruye āb, 2002
- Divanei az ghafas parid, 2002
- Gāv khuni, 2003
- Hokm (Le verdict), 2005
- La Route de la soie maritime (2010)